# Krępa Mała
Krępa Mała (przed 1945 niem. Krampe Forsterei) – część miasta i osiedle administracyjne Zielonej Góry, będące jednostką pomocniczą miasta.
Do 31 grudnia 2014 r. osada w gminie Zielona Góra. W latach 1975–1998 należąca do województwa zielonogórskiego.